# Gergely Siklósi
Gergely Siklósi (nascido em 4 de setembro de 1997) é um esgrimista húngaro, especialista na modalidade espada. Em 2019, tornou-se campeão mundial, em Budapeste.

## Carreira
Siklósi estreou na categoria júnior em novembro de 2011, no Mémorial de Martinengo em Bratislava. Dois anos depois, conquistou sua primeira medalha, um bronze, no próprio torneio da capital da Eslováquia. Ainda na categoria júnior, ele conquistou três medalhas de ouro: europeu de Novi Sad, Mémorial de Martinengo e o Troféu Maître Roger Nigon (todas em 2016), além de uma prata em Turku (2015), e dois bronze nos mundiais de Burges (2016) e Plovdiv (2017).
Em 2019, Siklósi colecionou uma sequência de conquistas na categoria sênior: a primeira foi uma medalha de bronze no desafio SNCF Réseau, em Paris. No campeonato europeu, integrou a equipe nacional que conquistou a medalha de bronze e, no mês seguinte, tornou-se campeão mundial, em Budapeste, onde derrotou o russo Sergey Bida por um  toque de diferença.